# Aníbal Troilo
Aníbal Carmelo Troilo,

alias Pichuco (Buenos Aires, 11 de julio de 1914 - 19 de mayo de 1975), fue un bandoneonista, compositor y director de orquesta de tango argentino.

## Biografía
Aníbal Troilo nació en la calle Cabrera 2937, entre Anchorena y Laprida (en pleno barrio del Abasto) pero desde los ocho años de edad (después de la muerte de su padre) vivió en Soler 3280, entre Gallo y Agüero.
Sus padres se llamaban Felisa Bagnoli (hija de Marco Bagnoli Giaccio y Maria Raffaella Sammartino, de Agnone, en Isernia, hermanos Americo, Nicolás, Arsenio, Carmelo, Anunciación, Estela y Ernesta) y Aníbal Troilo (hijo de Quirino y Concepción, de Archi, en Chieti). Se habían casado en la iglesia de Balvanera el 11 de noviembre de 1909. Los apellidos de la familia materna incluyen entre otros: Busico, d'Agnillo, di Curtis, Santarelli y La Banca. Su padre le pondría el seudónimo de Pichuco, nombre por el cual llamaban a uno de sus mejores amigos; el apodo podría ser una deformación del napolitano picciuso que significa "llorón". Tuvo dos hermanos, un varón, Marcos, y una mujer, Concepción, que murió a corta edad.
Estudió hasta tercer año en la prestigiosa Escuela Superior de Comercio Carlos Pellegrini.

## Carrera musical

### Inicios en su niñez
Durante su niñez, Troilo escuchaba tocar el bandoneón en los bares de su barrio. A los 10 años convenció a su madre para que le comprara su primer bandoneón. Felisa lo compró a 140 pesos de entonces, a pagar en 14 cuotas de 10 pesos; pero luego de la cuarta cuota el vendedor desapareció y nunca reclamó el resto. Con ese bandoneón, Troilo tocó casi toda su vida.
Un año después, en 1925 (cuando contaba con 11 años de edad) Pichuco realizó su primera actuación, en un bar pegado al Mercado de Abasto (el mercado central de frutas y verduras de Buenos Aires). Más tarde integró una orquesta de señoritas. A los 14 años ya había formado un quinteto.
En diciembre de 1930 fue contratado para formar parte del famoso sexteto del violinista Elvino Vardaro, el pianista Osvaldo Pugliese y Alfredo Gobbi (hijo) (quien era apenas el segundo violín del conjunto, pero más tarde se haría célebre como director de orquesta).
Allí tuvo como compañero a Ciriaco Ortiz, de quien Troilo más adelante se consideraría deudor.
Ese sexteto no realizó ninguna grabación discográfica.
Troilo pasó por numerosas orquestas, entre otras, las de Juan Pacho Maglio, Julio de Caro, Juan D'Arienzo, Ángel D'Agostino y Juan Carlos Cobián.
Con su orquesta (cuyos integrantes fueron variando muchísimo) trabajó casi ininterrumpidamente, tanto en presentaciones en vivo como en grabaciones, hasta el año de su muerte, 1975. Desde 1953 hasta mediados de los años 60, Troilo mantuvo durante un tiempo una actividad musical paralela a la de su orquesta en dúo junto al guitarrista Roberto Grela, que después se convirtió en el Cuarteto Troilo-Grela. En 1968, ya distanciado de Grela, formó su propio cuarteto. Además de esto, Troilo grabó dos temas (El motivo y Volver) a dúo de bandoneones junto a Astor Piazzolla.

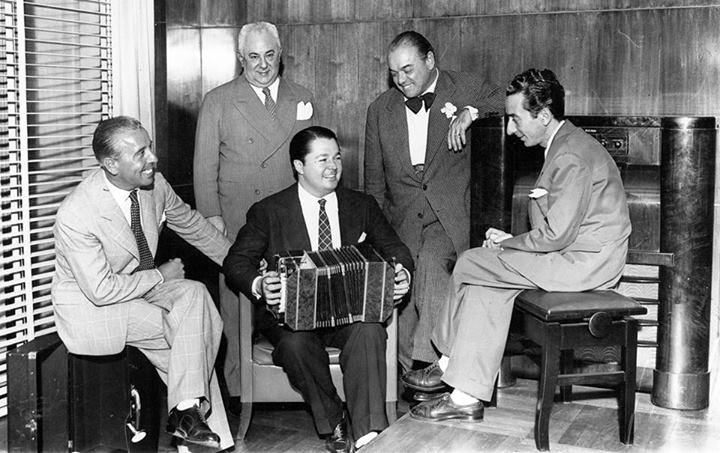
Aníbal Troilo (en el centro, con el bandoneón). Luego, de izquierda a derecha: Osvaldo Fresedo, José Razzano, Francisco Canaro y Enrique Santos Discépolo, en 1944.

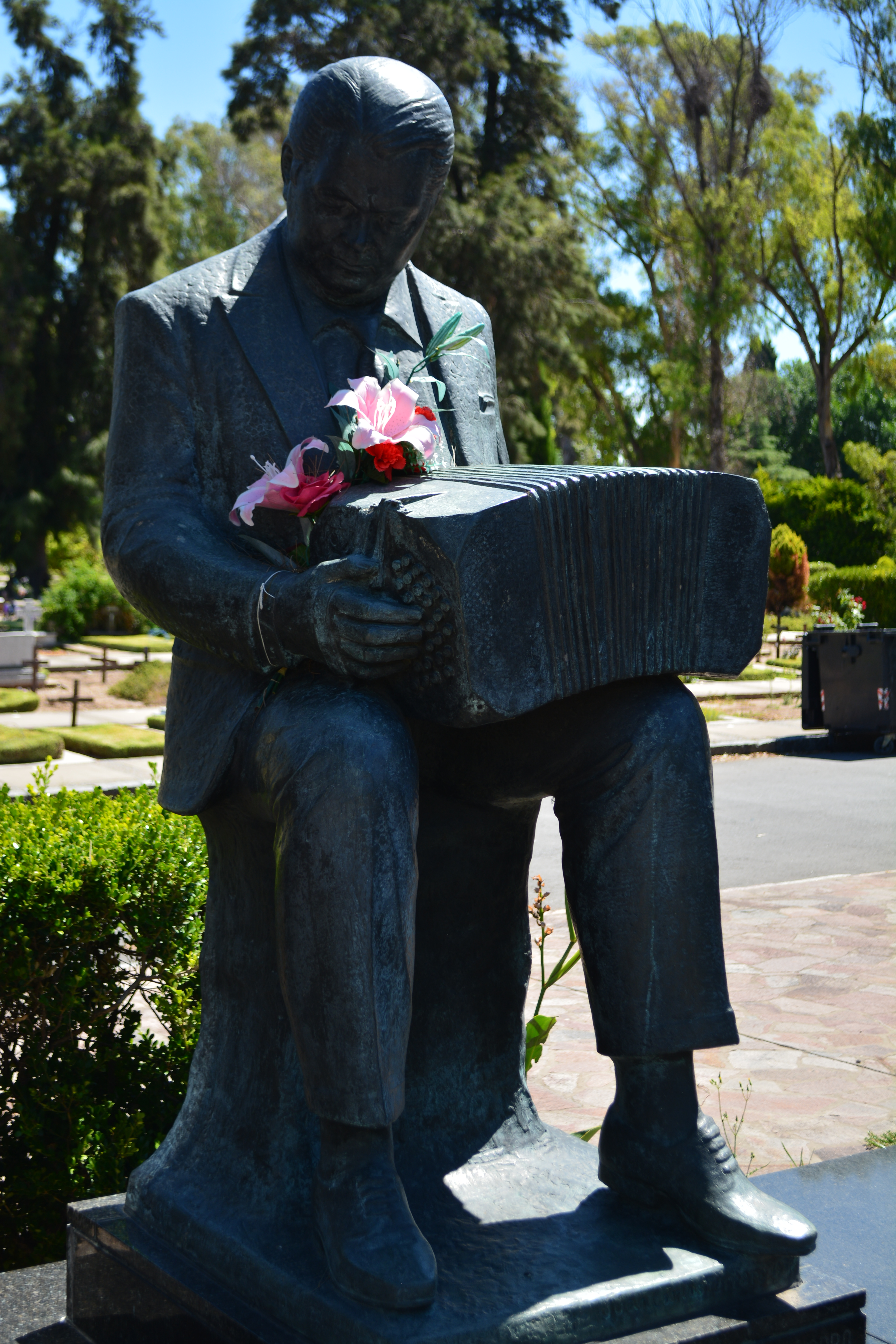
Monumento a «Pichuco» en el cementerio de la Chacarita. Escultura de Juan Carlos Ferraro.

### 1937: La orquesta
En la primera formación de la Orquesta Típica de Aníbal Troilo participaron Orlando Goñi, Enrique Kicho Díaz, Roberto Gianitelli, Juan Miguel Toto Rodríguez y el cantor Francisco Fiorentino (entre otros), con la que debutó en la boite Marabú de Buenos Aires en 1 de julio de 1937.
Suele decirse que, en sus comienzos, la orquesta tocaba «a la parrilla», término utilizado en la jerga del tango para designar en general a la música interpretada sin un arreglo escrito, cuente esta o no con ensayos previos. Evidentemente, la música de esta primera época (como la versión de Tinta verde de 1938, o la de Toda mi vida de 1941 junto a Fiorentino) contaba con arreglos relativamente simples, incluso para la época ―si los comparamos con la sofisticación de los arreglos de Julio De Caro, por ejemplo―. Pero difícilmente pueda coordinarse la acción de once o doce músicos sin ninguna clase de partitura; aunque, en el tango, como en la mayoría de las músicas populares, el resultante sonoro depende más del conocimiento de algunas reglas de juego sobreentendidas que no suelen (o no pueden) ponerse por escrito. La simplicidad de esta música, que obedece a la lógica de una orquesta creada para tocar en lugares bailables, es por otra parte relativa, ya que presenta un gran abanico de matices expresivos (de volumen y de dinámica), ejecutados siempre ―al menos en las grabaciones que se conservan― con gran claridad y efecto, lo cual lo distingue de otras orquestas bailables. El tempo (es decir, la velocidad) es siempre ágil.
Tratándose de música en la que la mayoría de lo que se toca no está escrito, es razonable que el sonido fuera cambiando junto con los instrumentistas; por eso son tema de discusión las influencias de los diversos pianistas sobre la orquesta de Troilo. En las grabaciones de 1942, la orquesta comienza a tocar con arreglos escritos con mayor detalle (lo que permite algunas sofisticaciones). Por esta época, Troilo comienza a delegar la responsabilidad de escribir arreglos en otros músicos, como Astor Piazzolla (que integró su orquesta entre 1939 y 1944), entre otros. De él son los arreglos de Inspiración (1943) y Chiqué (1944). Incluso después de que dejó la orquesta, Piazzolla siguió arreglando ocasionalmente para la orquesta de Troilo. A partir de entonces, la música de su orquesta cambiará enormemente según el arreglista, aunque siempre conservando la gran precisión expresiva que la caracterizó desde sus comienzos. En esta época, pues, la orquesta de Troilo se integra a un fenómeno de división del trabajo musical entre directores y arregladores/orquestadores, que ya existía desde antes, del que participan ―por ejemplo― las orquestas de Francisco Canaro, Juan D'Arienzo, Osvaldo Fresedo e incluso la de Osvaldo Pugliese. También hubo y siguió habiendo numerosísimos directores de orquesta e intérpretes que crearon sus propios arreglos, como Julio De Caro, Astor Piazzolla, Julián Plaza y Horacio Salgán.
De esta primera época son todas sus grabaciones junto al cantante Francisco Fiorentino, y algunas de las grabaciones con Alberto Marino.

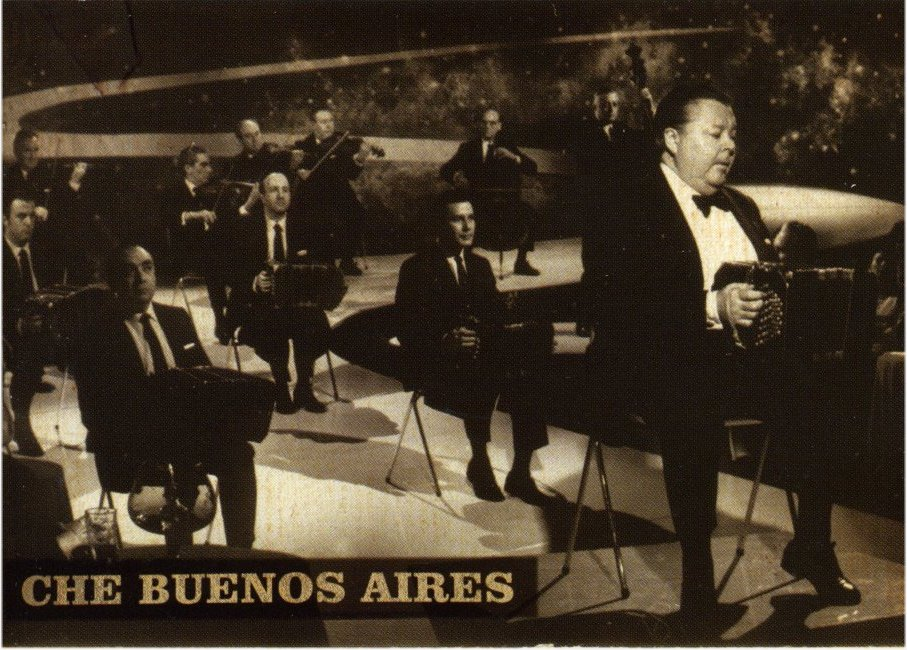
Aníbal Troilo y su orquesta. Fotografía en la tapa del álbum Che Buenos Aires (1969).

Paralelamente a la disminución del trabajo en lugares bailables, el tempo de la orquesta comenzó a hacerse cada vez más lento, privilegiándose entonces otros aspectos de la música. Habitualmente, los últimos años cuarenta y la década del cincuenta son considerados como un momento de transición en la orquesta de Troilo. Esta es la época de los arreglos de Argentino Galván (como la versión de Romance de barrio con Floreal Ruiz), de Ismael Spitalnik (como en Ojos negros, de 1948), de Emilio Balcarce (como en El último organito, de 1949, cantada por Edmundo Rivero), ninguno de los cuales fue integrante de la orquesta. También hace arreglos para la orquesta de Troilo en esos días, Eduardo Rovira. Durante este período, Troilo trabaja sucesivamente con los cantores Amadeo Mandarino, Alberto Marino, Floreal Ruiz, Edmundo Rivero, Aldo Calderón (la mejor media voz de la historia del tango) 7, Jorge Casal, Raúl Berón, Carlos Olmedo, Pablo Lozano.
Este proceso decantó alrededor de 1960, cuando nos encontramos con una orquesta en la que participan el pianista Osvaldo Berlingieri y los bandoneonistas Ernesto Baffa y más adelante Raúl Garello, que se desempeñaron también como arreglistas. Por esta época Troilo comienza a tocar arreglos de Julián Plaza (de temas cantados, como Te llaman malevo, registrado en 1957 con Ángel Cárdenas, e instrumentales, algunos del propio Plaza, como Danzarín). En este momento el sonido de la orquesta de Troilo ya ha cambiado definitivamente. En este período cantan con Troilo Roberto Rufino, Roberto Goyeneche, Elba Berón, Tito Reyes y Nelly Vázquez.
A partir de los años cincuenta y con mayor énfasis a partir de la segunda mitad de los sesenta, Troilo fue cediendo el primer bandoneón a otros ejecutantes, primero en los temas cantados, luego también en algunos instrumentales, dedicándose exclusivamente a dirigir la orquesta y no a tocar. Lo cual marca el ingreso de la orquesta de Troilo a otra división del trabajo musical, ahora entre ejecutante y director, de la cual participaron las ya mencionadas orquestas de Francisco Canaro y Juan D'Arienzo; la diferencia es que, en el caso de Troilo, no se trata de una incapacidad para ejecutar su instrumento (cosa que siguió haciendo en algunos solos instrumentales, o incluso durante temas enteros).
Desde la década de 1960 hasta sus últimas actuaciones (ya sin Baffa y Berlingieri, que habían formado su propia orquesta), el sonido de la orquesta no cambió mayormente, anclándose en un estilo basado en efectos orquestales que suenan más o menos modernos pero nunca excesivamente complejos. Durante esta época fue arreglador Raúl Garello (como en casi todos los temas del disco que Troilo graba junto a Goyeneche en 1971).
En cuanto a los cantores de Troilo, suele decirse que «eran un instrumento más de la orquesta», expresión que alude ―en lo musical, al menos― a la integración del cantante y la orquesta en un resultado sonoro coherente, donde la orquesta y el cantor ejecutan pausas y matices con un mismo sentido. Es llamativo, por ejemplo, cómo dos versiones de un mismo tango cantadas por dos cantores distintos (como El motivo, cantado por Goyeneche en 1961, y por Tito Reyes en 1965, con el mismo arreglo) no difieren tanto. 
Por otra parte, los temas cantados de la primera época tienen más parte instrumental que cantada. Habitualmente la orquesta tocaba primero la música correspondiente a la estrofa y al estribillo (la mayoría de los tangos cantados tienen dos partes, algunos tres), luego acompañaba al cantante, y luego volvía a ejecutar la misma música que al comienzo, a menudo con solos instrumentales. La primacía de la parte instrumental sobre la parte cantada obedece, en principio, al hecho de que la música está destinada a un público que baila. El caso más extremo de esta modalidad es acaso Los mareados en la versión de Fiorentino: ese tango tiene tres partes musicales distintas que corresponden a otras tantas estrofas de la letra; pero en la versión de la orquesta de Troilo, primero se ejecuta el tango entero, luego la primera parte cantada, y por último la tercera instrumental. Esta costumbre de extender la parte instrumental en detrimento de la cantada no es, naturalmente, exclusiva de la orquesta de Troilo.
Con el paso del tiempo, la parte instrumental fue siendo cada vez más breve (las canciones comerciales suelen durar entre tres y cinco minutos; a medida que el tempo del tango fue haciéndose cada vez más lento, la parte instrumental se fue recortando en beneficio de la cantada); a partir de los años cincuenta ya se cantan las dos estrofas (cuando el tango las tiene), y finalmente se vuelven más breves las introducciones o los intermedios instrumentales. Esto rige para la mayoría de los temas cantados, pero hay numerosas excepciones.
Habitualmente, la orquesta de Troilo trabajaba simultáneamente con dos cantantes; finalmente hay temas cantados a dúo, como el de la milonga El desafío (cantada por Fiorentino y Marino), o Coplas (cantada por Goyeneche y Elba Berón). Habitualmente los temas cantados a dúo no son tangos, sino otros géneros subsidiarios (valses, milongas), ya que el tango suele tener letras que expresan sentimientos individuales.

### 1953: Troilo y Grela

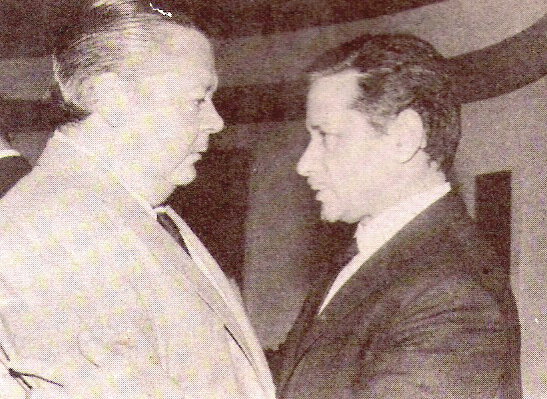
Pichuco Troilo con el representante y productor artístico Ben Molar (Moisés Smolarchik Brenner, 1915–2015), aproximadamente en 1970. Fotografía de la revista Pájaro de fuego de octubre de 1980.

En 1953, Troilo formó un dúo con el guitarrista Roberto Grela para actuar en la obra de teatro El patio de la morocha (más parecida a un sainete que a un musical) de Cátulo Castillo, donde Troilo interpretaba el papel del bandoneonista Eduardo Arolas tocando junto a Grela. El dúo, que participó también en algunas películas y realizó varias presentaciones (incluso acompañando a cantantes), pasó luego a ser el Cuarteto Típico Troilo-Grela, con la incorporación de Edmundo P. Zaldívar (h.) en guitarrón y Enrique "Kicho" Díaz en contrabajo. Con esta formación grabó doce temas entre 1955 y 1956. En 1962, el cuarteto volvió a grabar diez temas más, ahora con Eugenio Pro en contrabajo y Ernesto Báez en guitarrón. En ambos casos, los temas son instrumentales.
La sociedad musical con Grela permitió a Troilo tocar «a la parrilla» (es decir, sin arreglos escritos, con una dinámica de trabajo exclusivamente a base de ensayos), una costumbre tanguera. Incluso después de la incorporación de otros dos instrumentistas (que habitualmente llevan el ritmo, dando una mayor libertad melódica tanto al bandoneón de Troilo como a la guitarra de Grela), el sonido resulta simple y claro (correspondiendo estos adjetivos a dos valores estéticos que Troilo cultivó a lo largo de toda su carrera, incluso en una formación masiva como la orquesta típica). La búsqueda de un sonido simple está dada no solo por los arreglos sino también por la elección de los instrumentos, de la que están ausentes el violín y el piano (instrumento este último que no se encontraba en las primeras formaciones de tango, sino que pasó a formar parte del género recién cuando se empezó a tocar en locales que dispusieran de un instrumento).

### 1968: El Cuarteto Aníbal Troilo
En 1968, Troilo grabó once tangos y una milonga para la discográfica Víctor, con su nuevo Cuarteto Aníbal Troilo:
- Ubaldo de Lío (guitarra eléctrica),
- Osvaldo Berlingieri (piano) y
- Rafael del Bagno (contrabajo).

Más adelante, en las presentaciones del cuarteto, Berlingieri sería sustituido por el pianista José Colángelo, que también tocó en los últimos años con la orquesta de Troilo. Este nuevo cuarteto también acompañaría cantantes, pero no en el disco.
Llama la atención la diferencia entre este cuarteto y el formado junto a Grela. Compárense las versiones de La tablada y de La trampera ejecutadas por los dos cuartetos. Ya se trata de música más «orquestal» y menos íntima (según De Lío), con arreglos escritos con un sentido orquestal (la versión de Milonguero triste del cuarteto, por ejemplo, tiene mucho en común con la de la orquesta), y con la incorporación del piano y la guitarra eléctrica. El disco contiene seis temas del propio Troilo (algunos de los cuales eran originalmente cantados, como Toda mi vida, o La última curda) y cinco versiones instrumentales de tangos clásicos. Además cuenta con un tema original, creado para ese disco, Nocturno a mi barrio, con un curioso texto de Troilo recitado por él mismo.

## Vida personal
El 3 de agosto de 1971 se casó por civil con la griega Zita (Ida Dudui Kalacci). Cuando su madre Felisa murió, como homenaje la pareja se casó por iglesia. (En realidad, Pichuco se casó con Zita recién tras la muerte de su madre).
La muerte de su mejor amigo, el poeta Homero Manzi (1907-1951), le produjo una profunda depresión que duró más de un año. En su memoria compuso el tango Responso. En 1971 (en conmemoración de los veinte años del fallecimiento del poeta) Troilo inauguró la plaza Homero Manzi. Diversos historiadores vinculan a Troilo como adicto al alcohol y a la cocaína, siendo él quien sugiere el agregado de letra al tango "Los Dopados".

### Fallecimiento
El Bandoneón Mayor de Buenos Aires murió a las 0:10 horas del 19 de mayo de 1975 en el Hospital Italiano a causa de un derrame cerebral y sucesivos paros cardíacos. Se encuentra sepultado en el Rincón de los Notables del cementerio de la Chacarita, al lado de Agustín Magaldi y Roberto Goyeneche.

## Legado y homenajes

### Troilo como ejecutante

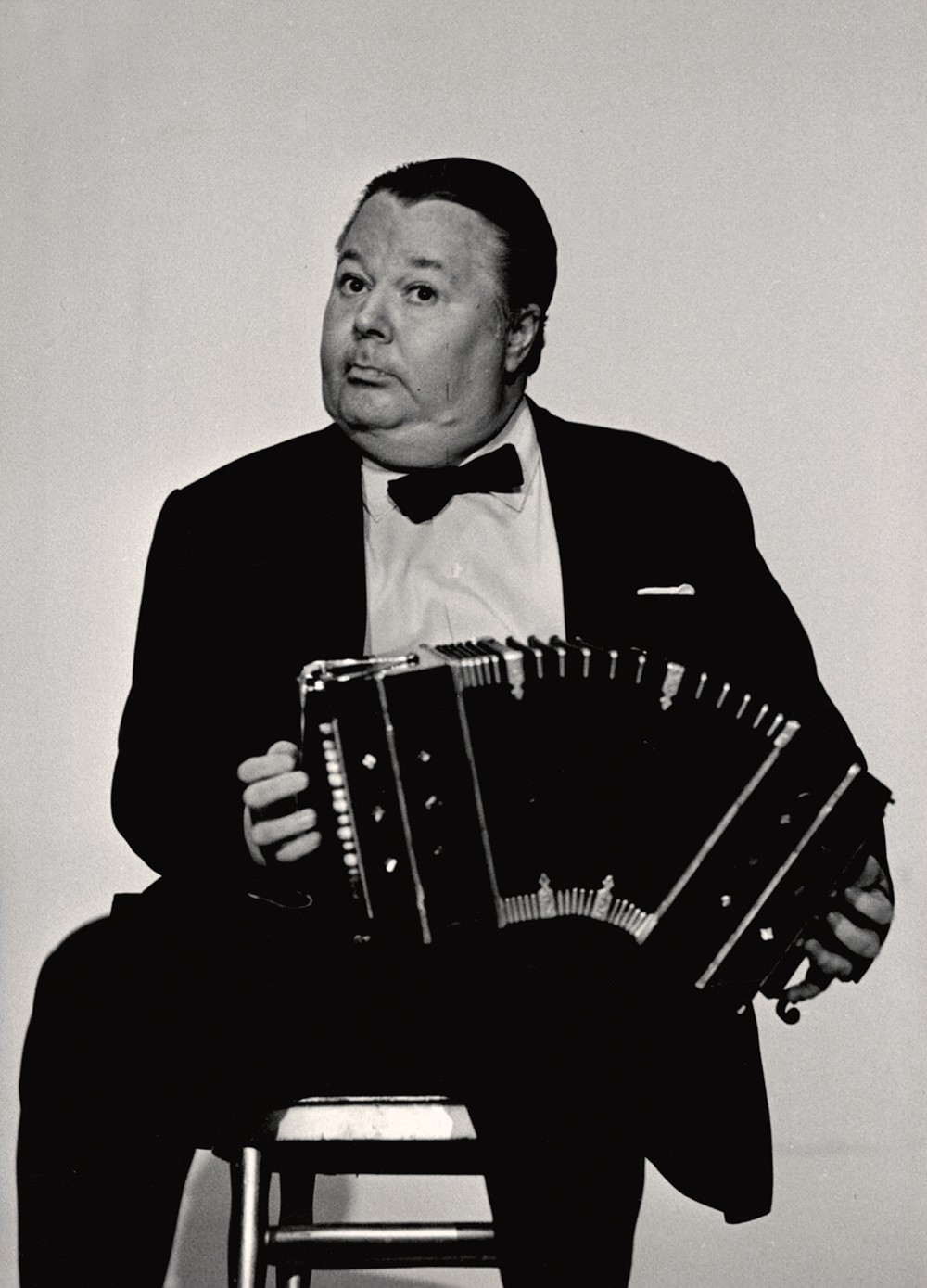
Aníbal Troilo en 1969.

El sonido del bandoneón de Troilo es fácilmente reconocible, y cambia relativamente poco a lo largo de su vida (comparado, por ejemplo, con el sonido resultante de la orquesta), y a través de las distintas agrupaciones. Se caracteriza por un fraseo impecable, por una forma muy particular (y también muy propia del tango) de «decir» las frases melódicas con su instrumento. Los solos de bandoneón de Troilo habitualmente son ejecutados con volumen bajo (incluso cuando toca sobre toda la orquesta, lo cual es asombroso) y con extrema delicadeza. Sus ejecuciones son delicadamente pausadas, pero no necesariamente lentas, y casi nunca tienen muchas notas rápidas, excepto cuando ejecuta variaciones, claro está (Las variaciones son un recurso propio del género que consiste en un solo ejecutado con rapidez sobre la melodía ya conocida del tango, que suele utilizar cuatro notas por cada tiempo del compás y encontrarse al final del tema).

### Troilo como compositor
Troilo compuso muchísimos temas buenos y ampliamente difundidos y versionados a lo largo de su carrera, tanto instrumentales como cantados. Sus composiciones se caracterizan por una relativa sencillez armónica y melodías muy bellas, simples pero no obvias.
Entre los instrumentales se destacan la milonga La trampera y los tangos Milonguero triste, Responso y Contrabajeando (este último en colaboración con Piazzolla). Entre los cantados, Barrio de tango, Che bandoneón, Sur y el vals Romance de barrio, todos ellos con letra de Homero Manzi; Desencuentro, La última curda, María y El último farol, junto a Cátulo Castillo; Garúa y Pa’ que bailen los muchachos, con poesías de Enrique Cadícamo; Toda mi vida y Mi tango triste con letra de José María Contursi; y Coplas, sobre una poesía de Alberto Martínez.
La música de Troilo ha influenciado a incontables músicos de todo el mundo: un ejemplo de ello es Mike Patton, cantante y músico estadounidense y líder de la banda de metal alternativo y funk metal Faith No More, al igual que del grupo de música experimental Mr. Bungle; Patton se inspiró en los tangos de Troilo para crear parte de la música del álbum de culto de Mr. Bungle Disco Volante.

### Día del Bandoneón
En 2005 el Congreso de la Nación Argentina declaró la fecha del 11 de julio (natalicio de Pichuco), como el Día Nacional del Bandoneón mediante la ley 26.035. Fue sancionada el 18 de mayo de 2005 y promulgada de hecho el 16 de junio de 2005.
Los propulsores de esta ley fueron Francisco Torné, nieto de Zita Troilo, y el poeta Horacio Ferrer, amigo del músico y presidente de la Academia Nacional del Tango.

## Músicos que trabajaron con la orquesta de Troilo
Cantores de gran relieve pasaron por sus orquestas:
- Elba Berón
- Raúl Berón
- Aldo Calderón
- Ángel Cárdenas
- Jorge Casal
- Francisco Fiorentino
- Roberto Goyeneche
- Pablo Lozano
- Amadeo Mandarino
- Alberto Marino
- Carlos Olmedo
- Tito Reyes (el cantor que estuvo más tiempo con Troilo: once años, hasta el final).
- Edmundo Rivero
- Roberto Rufino
- Floreal Ruiz
- Nelly Vázquez
- Roberto Achával

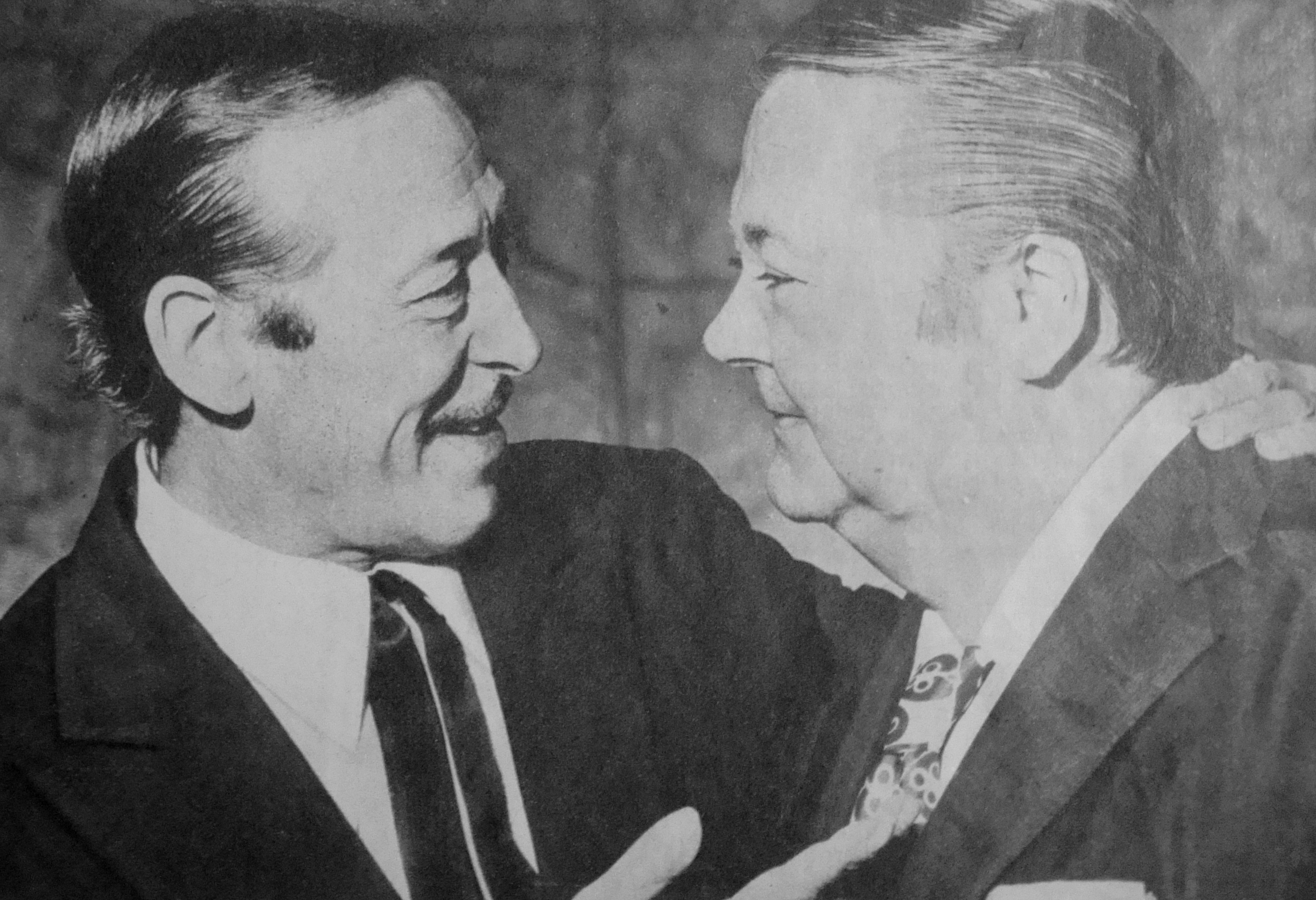
El cantor Roberto Goyeneche junto a Aníbal Troilo. Fotografía en la revista Radiolandia de abril de 1972.

Sistemáticamente sus pianistas se convirtieron en directores de orquesta:
- Orlando Goñi
- José Basso
- Carlos Figari
- Osvaldo Manzi
- Osvaldo Berlingieri
- José Colángelo

Bandoneonistas:
- Juan Miguel Toto Rodríguez
- Astor Piazzolla
- Eduardo Marino
- Ernesto Baffa
- Raúl Garello

Contrabajistas:
- Enrique Kicho Díaz
- Rafael Del Bagno
- Rafael Ferro

Violinistas:
- Hugo Baralis
- Fernando Suárez Paz
- Alberto Del Bagno

Arreglistas:
- Astor Piazzolla
- Argentino Galván
- Emilio Balcarce
- Osvaldo Berlingieri
- Ernesto Baffa
- Julián Plaza
- Raúl Garello
- Eduardo Rovira

## Discografía

### Aníbal Troilo y su Orquesta Típica

#### 78 RPM
- 1946: Yuyo verde / Garras
- 1949: Yo soy el tango / Mano brava
- 1950: Tú / Y volveremos a querernos

#### LP
- 1959: Pichuco y sus cantores
- 1959: Con toda la voz que tengo (con el cantor Francisco Fiorentino).
- 1959: Cuando tallan los recuerdos (con el cantor Alberto Marino).
- 1959: Tristezas de la calle Corrientes
- 1959: Haunting! The Authentic Argentine Tango
- 1963: Tango recio (con el cantor Edmundo Rivero).
- 1963: Esto es tango !  (junto a Roberto Grela como dúo)
- 1964: Café de los Angelitos (con el cantor Alberto Marino).
- 1964: Aníbal Troilo - Floreal Ruiz (con el cantor Floreal Ruiz).
- 1964: El bulín de la calle Ayacucho
- 1965: Bien milonga
- 1965: Aníbal Troilo - Floreal Ruiz (con el cantor Floreal Ruiz).
- 1965: Pichuco sin palabras
- 1965: Troilo - Marino (vol. 3) (con el cantor Alberto Marino).
- 1966: Soy un porteño
- 1966: Aníbal Troilo y Roberto Grela (con el guitarrista Roberto Grela).
- 1966: La historia de Aníbal Troilo (vol. 1-3)
- 1966: Otra vez Pichuco
- 1966: Homenaje a Fiorentino
- 1966: Troilo for export
- 1966: Milongueando en el ’40
- 1966: Tangos de hoy y de siempre (con Osvaldo Pugliese).
- 1966: Troilo - Rivero (con el cantor Edmundo Rivero).
- 1967: Lo mejor de Aníbal Troilo
- 1967: Aníbal Troilo for export (vol. 2)
- 1967: Pichuco sin palabras (vol. 2)
- 1968: Ni más ni menos
- 1968: Nuestro Buenos Aires
- 1969: Nocturno a mi barrio
- 1969: El Polaco y yo (con el cantor Roberto Goyeneche).
- 1969: Che Buenos Aires
- 1969: Las grandes estaciones de Aníbal Troilo
- 1970: For export (vol. 3)
- 1970: ¿Te acordás... Polaco?
- 1970: A mí me llaman Juan Tango (con Juan D'Arienzo).
- 1972: Tango en Caño 14 (con Atilio Stampone y Roberto Goyeneche)  RCA Victor AVS-4139.
- 1972: Para vos, Homero
- 1973: De vuelta a Salta (con Dino Saluzzi).
- 1973: Pichuco y sus cantores
- 1973: Raúl Berón y la orquesta de Aníbal Troilo (con el cantor Raúl Berón).
- 1974: Quejas de bandoneón
- 1975: Bandoneón tierra adentro
- 1975: Tiempo de Aníbal Troilo
- 1975: Ayer, hoy y siempre
- 1975: Recordando a Aníbal Troilo y su orquesta
- 1975: Latitud de Buenos Aires
- 1975: Bandoneón mayor de Buenos Aires
- 1975: Bandoneón mayor de Buenos Aires (vol. 2)
- 1975: Discepolín
- 1975: Troilo en stéreo
- 1977: El conventillo
- 1978: Recuerdos de bohemia (con el cantor Alberto Marino).
- 1979: Troilo en el ’40
- Tango y tú
- 1983: Tango fran Argentina

#### CD
- 1989: El inmortal Pichuco

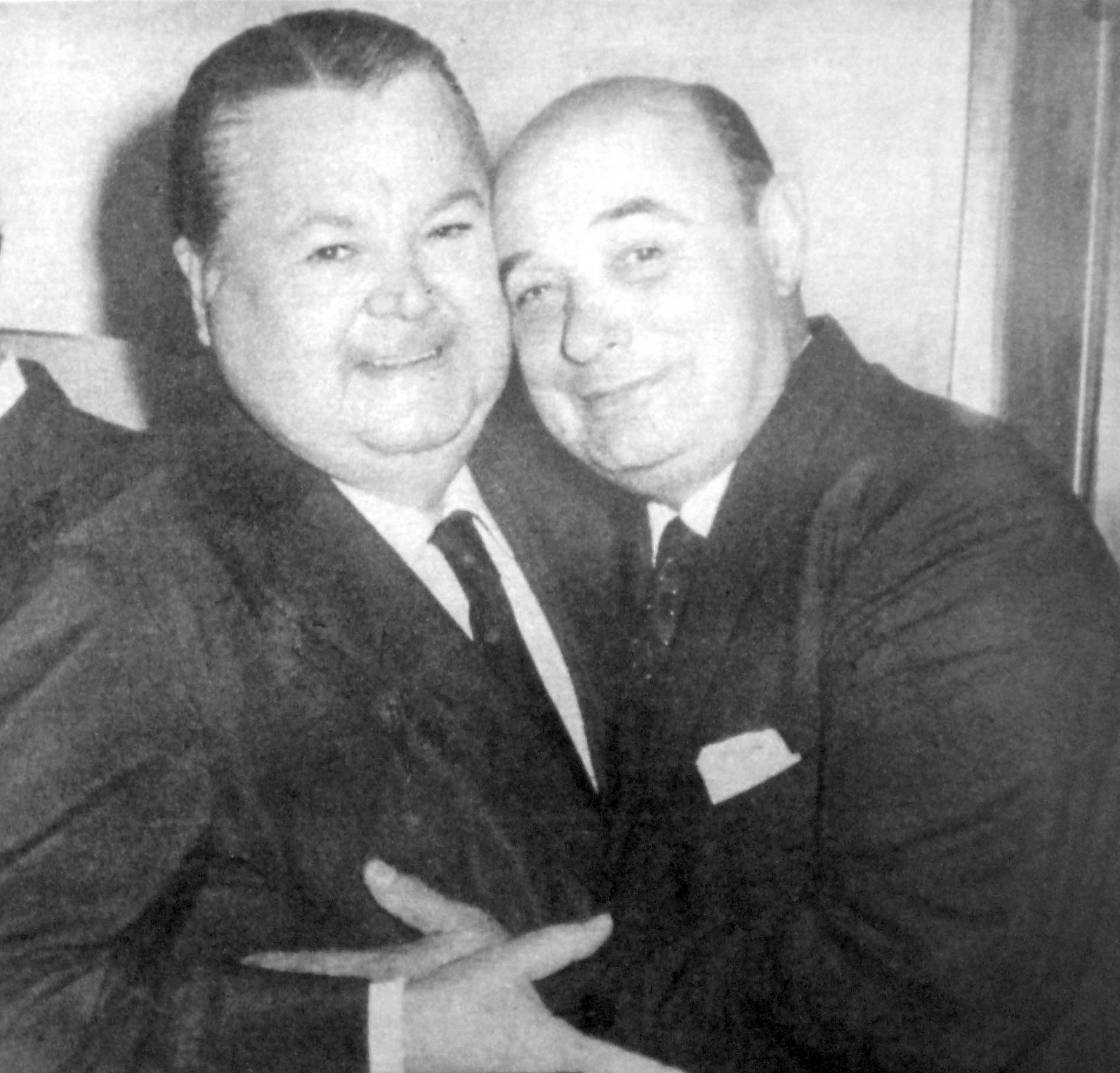
Aníbal Troilo y Cátulo Castillo (1906-1975). Fotografía póstuma en revista Gente de octubre de 1975.

- 1994: Del tiempo guapo (con el cantor Francisco Fiorentino).
- 1994: Cuando tallan los recuerdos (con el cantor Alberto Marino).
- 1994: Romance de barrio (con el cantor Floreal Ruiz).
- 1994: Sur (con el cantor Edmundo Rivero).
- 1994: Medianoche (con el cantor Jorge Casal y Raúl Berón).
- 1994: Quejas de bandoneón
- 1999: 40 grandes éxitos

### Obras compuestas
Como compositor creó un extenso número de tangos, entre los más recordados se citan:
- 1941 (4 de marzo): Toda mi vida
- 1941 (16 de abril): Con toda la voz que tengo (milonga).
- 1941: Total pa’ qué sirvo
- 1942: Barrio de tango
- 1942: Pa’ que bailen los muchachos
- 1942: Acordándome de vos
- 1942: Valsecito amigo
- 1943: Garúa
- 1944: Naipe
- 1945: Garras
- 1945: María
- 1946 (14 de mayo): Tres y dos
- 1946: Con mi perro (milonga).
- 1946: Mi tango triste
- 1947 (19 de agosto): Romance de barrio
- 1948 (23 de febrero): Sur
- 1950: Che, bandoneón
- 1951: La trampera (milonga).
- 1951: Discepolín
- 1951: Responso (dedicada a su mejor amigo, el poeta Homero Manzi, recién fallecido).
- 1953: A Pedro Maffia (con el cuarteto con el guitarrista Roberto Grela).
- 1953: Vuelve la serenata
- 1953: Una canción
- 1953: Patio mío
- 1953: Milonga del mayoral
- 1954: La cantina
- 1955: A la guardia nueva
- 1956: La última curda (letra: Cátulo Castillo).
- 1957: Te llaman Malevo
- 1961: A Homero
- 1962: ¿Y a mí qué?
- 1962: Desencuentro
- 1962: Coplas
- 1964: Yo soy del treinta
- 1965: Milonguero triste
- 1966: Dale tango
- 1969: Nocturno a mi barrio (acompañado con bandoneón solo).
- 1969: Milonga de La Parda
- 1969: El último farol
- 1970: Fechoría (milonga).
- 1971: Una canción
- 1972: La patraña
- 1975: Tu penúltimo tango

## Filmografía

### Actor
- El canto cuenta su historia (1976).
- Ésta es mi Argentina (1974).
- Tango argentino (1969), dir. Simón Feldman
- Somos los mejores (1968).
- Buenas noches, Buenos Aires (1964).
- Prisioneros de una noche (1960).
- Vida nocturna (1955).
- Mi noche triste (1952).
- El tango vuelve a París (1948).

## Referencias

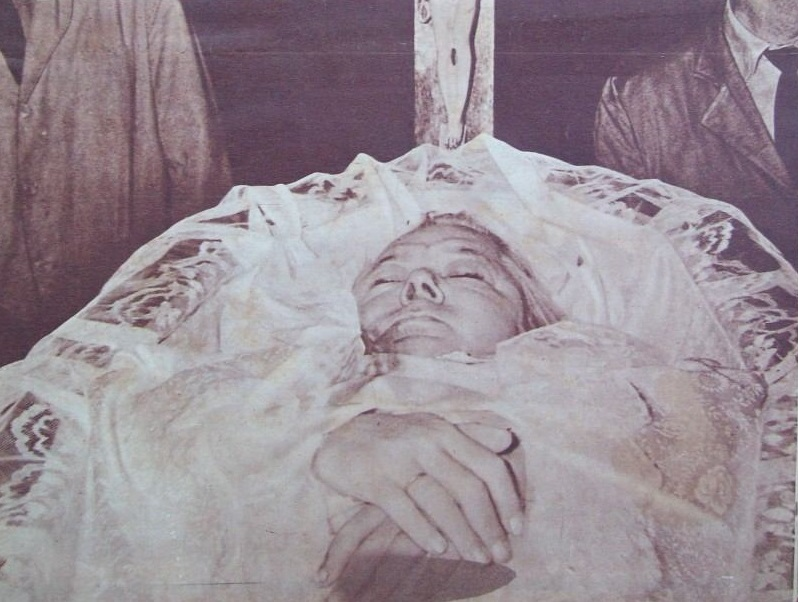
Recorte fotográfico de la revista Así durante el velatorio de Pichuco en 1975.

### Música
- El fueye (cortometraje, 1999)